# Tessalit
Tessalit is een gemeente (commune) in de regio Kidal in Mali. De gemeente telt 5600 inwoners (2009).